# 3.ª Brigada Acorazada
La 3.ª Brigada Acorazada «La Concepción» del Capitán Ignacio Carrera Pinto debe su nombre al combate producido en la La Guerra del Pacífico en dónde 77 soldados chilenos se enfrentaron a más de 2000 soldados y guerrilleros del Ejército del Perú. Fue inaugurada el 23 de diciembre de 2009 con el plan de reestructuración del Ejército de Chile  que crearía 5 brigadas acorazadas solamente compuestas por personal profesional, estas unidades serían modernas y capaces de ser móviles, flexibles, rápidas.
Esta unidad táctica tiene su guarnición en la ciudad de Antofagasta, forma parte de la I División de Ejército y está conformada por:
- Batallón de Infantería Blindada N.º 7 "Esmeralda" (Ex Regimiento de Infantería N.º 7 "Esmeralda")
- Grupo de Caballería Blindada N.º 8 "Exploradores" (Ex Regimiento de Caballería Blindada N.º 8 "Exploradores")
- Grupo de Artillería N.º 5 "Antofagasta" (Ex Regimiento de Artillería N.º 5 "Antofagasta")
- Compañía de Ingenieros Mecanizada N.º 10 «Pontoneros»
- Compañía de Telecomunicaciones N.º 7 «San Pedro de Atacama»
- Pelotón de Exploración Blindado
- Unidad cuartel
- Cuartel General